# Semaeopus mira
Semaeopus mira là một loài bướm đêm trong họ Geometridae.